# Ullie Akerstrom
Ulrika  "Ullie" Akerstrom (nacida Ulrica Regina Akerstrom; 17 de marzo de 1858 – 10 de agosto de 1941) fue una actriz, bailarina, dramaturga, y intérprete de vodevil estadounidense.

## Primeros años y carrera

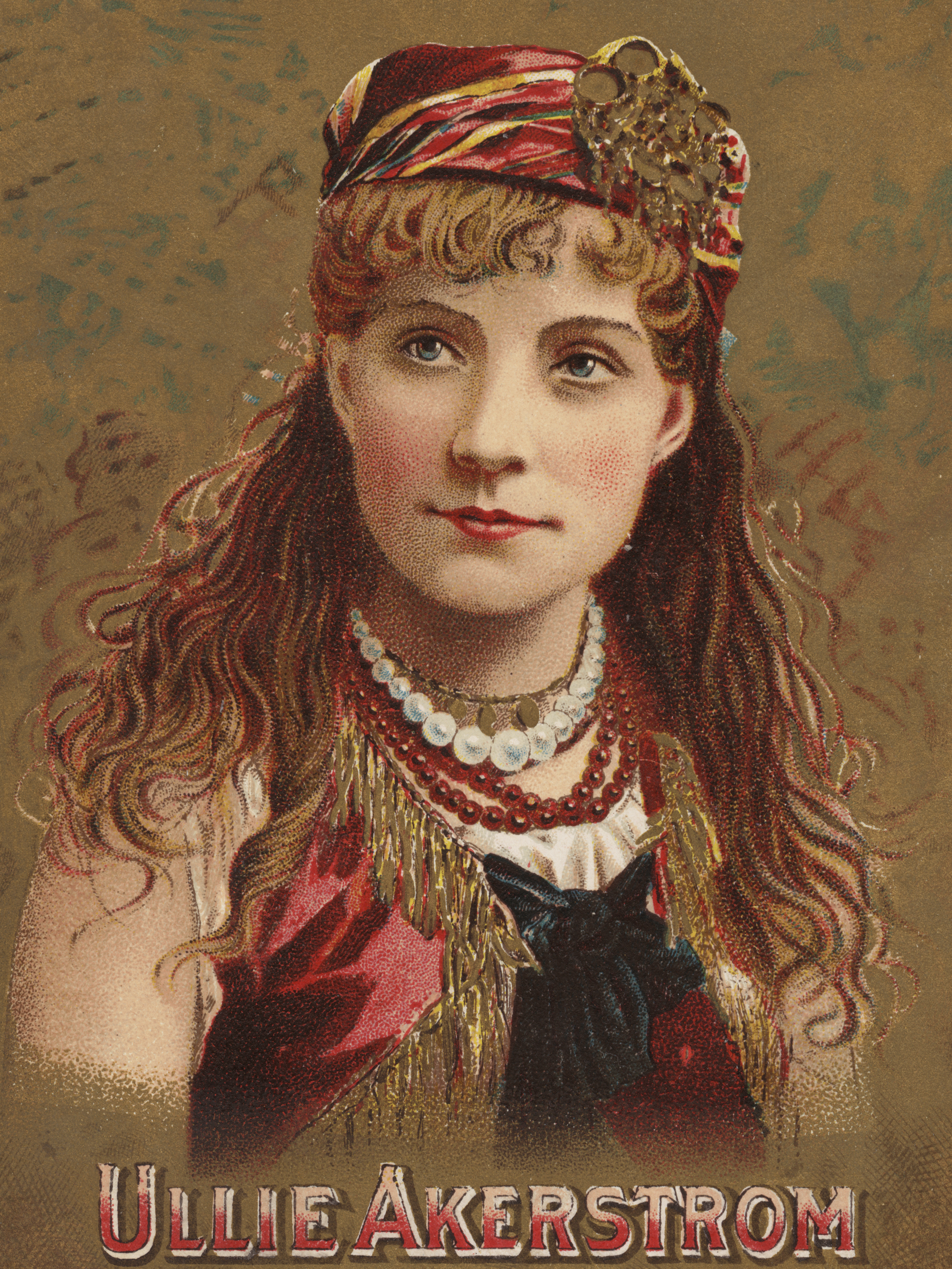

Nacida en la ciudad de Nueva York y criada en Chicago, Illinois, Akerstrom fue la hija de Elizabeth W. Watkins y del inmigrante sueco Charles G. Akerstrom. Cuando tenía dos años, la familia se trasladó a Chicago, donde poco después murió su padre. Chicago seguiría siendo la residencia principal de Akerstrom hasta 1896.
Durante su adolescencia, debido a una quiebra bancaria que había acabado con casi todos los ahorros de la familia, Akerstrom debutó como elocucionista el 5 de octubre de 1876 en la Iglesia Metodista Episcopal de Park Avenue de Chicago, situada en la esquina de Park Avenue y Robey Street.
Hizo su primera aparición en el escenario en Milwaukee, Wisconsin, como artista de vodevil y actuó en espectáculos como Fanchon the Cricket, The Pearl of Savoy, The Hidden Hand, Annette, the Dancing Girl (1889, her New York debut), Renah, the Gipsey's Daughter, A Little Busybody (1891), A Strange Marriage, Under the City Lights (1898), A Beautiful Slave, a Waif of London (1898), y A Bachelor's Housekeeper (1898).
Una reposición de Miss Rosa, de Akerstrom, representada en el Reino Unido hacia 1895, contó con la famosa actriz del viejo oeste Annie Oakley en el papel principal, en su debut como actriz profesional.
Akerstrom se retiró de los escenarios en 1903 y vivió en Brooklyn, donde escribió sketches, obras de teatro y letras de canciones. También produjo espectáculos. Entre las obras de Akerstrom de este periodo figuran A Doctor by Courtesy; or, A Jolly Mixup (1906), The Widow (1910), St. Elmo (1910), The Plot (1910), An Election Episode (1910), Adventures; or, The Woman Hater (1910), Vashti; or, Until Death Do Us Part (1910), The Reckoning (1911), Mental Suggestion; or, Made in Germany (1911), Mrs. Murphy's Second Husband (1911), Natasha (1911), The Eleventh Hour; or, Two Sisters (1911), A Story of the Hills (1911), The Wager (1912), The Sultan's Daughter (1912), The Sultan's Favorite (1912), Sunshine (1912), Our New Girl (1912), The Red Mask (1913), Caught with the Goods (1915), Over the Hills to the Poor House (1921),  The Haunted Fliver; or, What's the Answer (1935) y Call of the King (1938).
Se trasladó a Florida en 1935, pero siguió participando activamente en producciones teatrales locales, como actriz, escritora y productora.

## Vida personal
Akerstrom se casó con su representante, Abner Benedict (conocido profesionalmente como Gus Bernard), en 1898; murió en 1915. Se casó de nuevo, con George Howard Melius, en 1919.